# Herrengassbrunnen

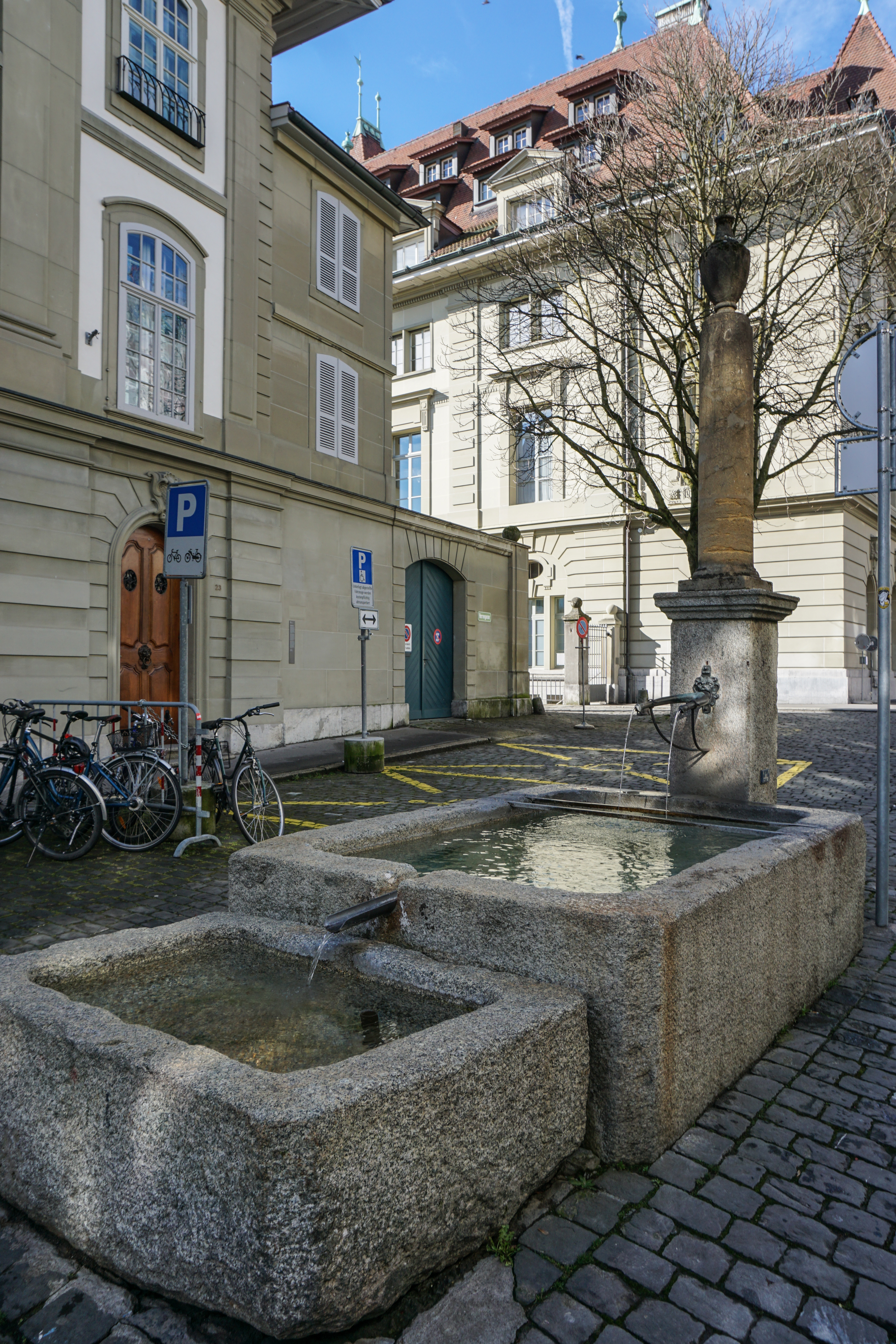
Der Herrengassbrunnen in der Herrengasse in Bern

Der Herrengassbrunnen steht vor dem Haus Herrengasse 23 in der Berner Altstadt und gehört zu den nichtfigürlichen Berner Brunnen des 18./19. Jahrhunderts.

## Geschichte
Seit Mitte des 18. Jahrhunderts steht der Herrengassbrunnen in der heute bekannten Ausführung am selben Platz vor dem Von-Wattenwyl-Haus in der Herrengasse.
Im 15. Jahrhundert ist an dem Platz erstmals ein Sodbrunnen überliefert; zu dessen Ausgestaltung ist nichts bekannt. Rund 200 Jahre später wird erwähnt, dass die Brunnenanlage 1636 durch den damaligen bernischen Werkmeister Joseph Plepp einen neuen Stock und ein grosses Becken aus Stein erhielt sowie an die damalige Trinkwasserleitung angeschlossen und so ein Laufbrunnen wurde.
Mit Ausnahme der Bemalung von 1667/68 ist vom Herrengassbrunnen erst wieder bekannt, dass wohl die zwei an Ort und Stelle erhaltenen, schlichten Rechtecktröge 1740 und 1749 aufgestellt wurden und das vorherige Becken ersetzten. Mit dem Becken des Kindlifresserbrunnens, welches um 1690/1700 entstand, gehören die zwei rechteckigen, wohlproportionierten Becken zu den ältesten in Bern erhaltenen Brunnenbecken. Vermutlich ebenfalls in die Zeit des mittleren 18. Jahrhunderts gehören der Stock auf der Westseite mit glattem, vierkantigem Postament mit aus Eisen gegossenen Zwillings-Brunnenröhren auf der Ostseite und darauf eine glatte Säule mit Vase als abschliessende Brunnenplastik aus gelbem Jurakalk. Der Nachlass des Architekten Erasmus Ritter mit ähnlichen Brunnenprojekten und die räumliche Nähe seines Umbaus des Von-Wattenwyl-Hauses lassen ihn als letzten Werkmeister der heute bekannten Ausführung erahnen, jedoch fehlen konkrete Belege.
Aus der Zeit ist auch überliefert, dass der Weibel bis 1747 am Herrengassbrunnen den Martinimarkt ausgerufen hat.

## Trinkwasser
Das Trinkwassernetz von Energie Wasser Bern (ewb) versorgt den Brunnen mit Trinkwasser, dessen Qualität regelmässig überprüft wird.